# Francesc de Sales Maspons i Labrós
Francesc de Sales Maspons i Labrós (Granollers, Vallès Oriental, 1840 — Bigues, Vallès Oriental, 1901) fou un folklorista, doctor en dret i notari, germà de la també escriptora Maria del Pilar Maspons i del polític Marià Maspons. A banda d'esdevenir degà del col·legi notarial de Barcelona, presidí els Jocs Florals de Barcelona (1897) i l'Associació d'Excursions Catalana (1883-91), on impulsà la seva unió amb l'Associació Catalanista d'Excursions Científiques per constituir el Centre Excursionista de Catalunya, que presidí (1892-96). De les seves rutes, narrades en llibres de viatges, extragué nombroses històries populars.
Col·laborà, entre altres publicacions, a Lo Gai Saber, Calendari Català i La Renaixença. El seu fill Francesc Maspons i Anglasell també publicà nombroses obres. En 1875 fou nomenat acadèmic de l'Acadèmia de Bones Lletres de Barcelona.

## Obres
- Lo Rondallayre: Quentos Populars Catalans (1871) ( llegiu-lo)
- Jochs de la infancia (1874)
- Tradicions del Vallés (1876)
- Les bodes catalanes (1877)
- De Mollet á Bigas (1882)
- Lo Vallès (1882)
- Fantasies y tradicions  (1884)
- Cuentos populars catalans (1885)
- Semprevives (1885)